# Norra Kamptjärnen
Norra Kamptjärnen är en sjö i Arvika kommun i Värmland och ingår i Göta älvs huvudavrinningsområde.